# Campeonato Nacional de Fútbol 1967
Il Campeonato Nacional de Fútbol 1967 è stata la 9ª edizione della massima serie del campionato di calcio dell'Ecuador, ed è stata vinta dall'El Nacional.

## Formula
Il torneo adotta nuovamente il girone unico, allargandosi a 10 partecipanti; per la prima volta, sono introdotte le retrocessioni.

## Classifica
|                    | Pos. | Squadra           | Pt | G  | V  | N | P  | GF | GS | DR  |
| ------------------ | ---- | ----------------- | -- | -- | -- | - | -- | -- | -- | --- |
| Ecuador (bandiera) | 1.   | El Nacional       | 26 | 18 | 12 | 2 | 4  | 34 | 17 | +17 |
|                    | 2.   | Emelec            | 24 | 18 | 9  | 6 | 3  | 26 | 16 | +10 |
|                    | 3.   | Barcelona SC      | 19 | 18 | 7  | 5 | 6  | 21 | 21 | 0   |
|                    | 3.   | América de Quito  | 19 | 18 | 8  | 3 | 7  | 19 | 19 | 0   |
|                    | 5.   | LDU Quito         | 18 | 18 | 8  | 2 | 8  | 29 | 23 | +6  |
|                    | 6.   | Politécnico       | 16 | 18 | 5  | 6 | 7  | 20 | 24 | -4  |
|                    | 6.   | Macará            | 16 | 18 | 5  | 6 | 7  | 19 | 25 | -6  |
|                    | 8.   | Patria            | 15 | 18 | 4  | 7 | 7  | 16 | 20 | -4  |
|                    | 8.   | Manta Sport       | 15 | 18 | 5  | 5 | 8  | 22 | 28 | -6  |
|                    | 10.  | Español Guayaquil | 12 | 18 | 4  | 4 | 10 | 15 | 28 | -13 |

### Play-out
| Cuenca | Manta Sport | 2 – 1 | Patria |  |

Patria retrocesso.

## Verdetti
- El Nacional campione nazionale
- El Nacional ed Emelec in Coppa Libertadores 1968
- Patria ed Español retrocessi.

## Classifica marcatori
| Gol |  |  | Giocatore       | Squadra          |
| --- |  |  | --------------- | ---------------- |
| 16  |  |  | Tom Rodríguez   | El Nacional      |
| 10  |  |  | Mario Rodríguez | Politécnico      |
| 8   |  |  | Vicente Mawyin  | Patria           |
| 7   |  |  | Félix Lasso     | Barcelona SC     |
| 7   |  |  | José Puente     | América de Quito |